# Макс Стерлинг
Максимилијан Џинијус (Maximilian Jenius у Макросу), односно Макс Стерлинг (Max Sterling) у Роботеку је лик из јапанских научнофантастичних серија Макрос и њених наставака Макрос: Да ли се сећаш љубави? и Макрос 7, као и Роботека, америчке адаптације Макроса. Максимилијан је талентован пилот ловачког авиона, а постао је широко познат као први човек који је добио дете са ванземаљком. Његово име и позната плава боја косе, униформе, наочара и робота је инспирисана пруским војним одликовањем понатим као "Плави Макс" (надимак медаље долази од Макса Имелмана, једног од првих немачких асова у Првом светском рату и првим одликованим пилотом). Медаља нижег степена је дата најуспешнијим немачким пилотима из Првог светског рата, укључујући и Манфреда фон Рихтхофена.

## Макрос серијали
Максимилијан је млади војни пилот у Вермилион тиму Хикаруа Ичија (Рик Хантер у Роботеку), заједно са својим нераздвојним пријатељем Хајаом Какизакијем (Бен Диксон у Роботеку). Иако Хикару у почетку има мало поверења у свог потчињеног који носи наочаре на дужности, овај став је тренутно нестао када је Максимилијан показао у својој борби да је природно талентован ас пилот који је скоро непобедив у борби. Убрзо је препознат као најбољи пилот у војсци и дата му је привилегија да свој лични авион обоји у плаво као знак распознавања.
Џинијусове вештине у управљању Валкиром су постале још славније када се убацио међу Зентраеде у свом роботу и управљао њиме тако вешто да је чак успео да се преобуче у одећу Зентраеда да би избегао препознавање и тако је успео да спаси Хикаруа, Хајаа и Мису Хајасе (Лиса Хејз у Роботеку).
Касније, најбољем Зентраедском пилоту Мирији Фарини (Мирија Парино у Роботеку) је речено о овом страшном пилоту у плавом роботу и она га је лично изазвала на двобој. Ово је довело до чудног низа догађаја у коме су се двоје ривала упознала, заљубила и венчала након борбе ножевима у парку.
До краја прве Макрос серије, Максимилијан и Мирија су добили кћерку Комирију Марију Фарина Џинијус (Дејна Стерлинг у Роботеку).

### Макрос 7
У Макросу 7, Максимилијан је постао капетан Брода 7 и командант Макрос 7 флоте, иако је сада разведен од Мирије. Пар је имао седам природних и једну усвојену кћерку. Иако је сада око 50 година стар, Максимилијан изгледа мало старији него у оригиналној серији. Дизајнер ликова Харухико Микимото је у полу-шали реако да је то „зато што је Џинијус (геније). Старење је стање мозга обичног човека“.

## Роботек адаптација
Макс и Мирија су у Роботек универзуму имали само двоје деце: Дејну и Аурору, која је зачета током њихове експедиције ка Тиролу, постојбини Господара Роботека. Макс је заменио Рика на месту вође ескадриле Лобања, а Мирија је постала његова прва заменица. За собом су оставили своју кћерку Дејну. Макс и Мирија су нестали заједно са SDF-3 током повратка на Земљу пред битку код Рефлекс Поинта. Они су током експедиције у свемиру добили још једну кћерку, Мају Стерлинг.